# Montgaillard (Tarn i Garonna)
Montgaillard – miejscowość i gmina we Francji, w regionie Oksytania, w departamencie Tarn i Garonna.
Według danych na rok 1990 gminę zamieszkiwało 86 osób, a gęstość zaludnienia wynosiła 9 osób/km² (wśród 3020 gmin regionu Midi-Pireneje Montgaillard plasuje się na 977. miejscu pod względem liczby ludności, natomiast pod względem powierzchni na miejscu 1124.).